# Módena (província)
A província de Módena (em italiano:  Modena) é uma província italiana da região da Emília-Romanha com cerca de 628 180 habitantes, densidade de 233 hab/km². Está dividida em 47 comunas, sendo a capital Módena.
Faz divisa a norte com a Lombardia (província de Mântua), a este com a província de Ferrara e a província de Bolonha, a sul com a Toscana (província de Lucca e província de Pistoia) e a oeste com a província de Reggio Emilia.
A província é conhecida graças ao automobilismo, sendo a sede da Ferrari, Maserati, Pagani e De Tomaso, e à gastronomia, produzindo Vinagre Balsâmico e Parmesão.